# 盐务改良纪念亭
盐务改良纪念亭，位于中国广东省湛江市遂溪县江洪镇江洪港南，为遂溪县的一个县级文物保护单位，类型为近现代重要史迹及代表性建筑，公布时间为1995年4月17日。
盐务改良纪念亭的历史年代为现代。